# Cirrus uncinus
Il cirrus uncinus (abbreviazione Ci unc), è una delle specie in cui possono presentarsi le nubi del tipo cirro, che si formano ad altitudini piuttosto elevate.

## Caratteristiche
Il nome deriva dal latino e si riferisce alla caratteristica forma ad uncino, che deriva dalla nucleazione delle particelle di ghiaccio nella parte superiore della nube, che danno poi luogo alla lunga scia di cristalli di ghiaccio.
Data l'altitudine a cui si formano, in genere superiore ai 7000 m, si trovano in condizioni di temperatura attorno ai -40 / -50 °C e sono in relazione all'avvicinarsi di un fronte caldo o di un fronte occluso. La loro comparsa indica la probabilità di una precipitazione, per lo più piovosa.